# Stephen Lynch

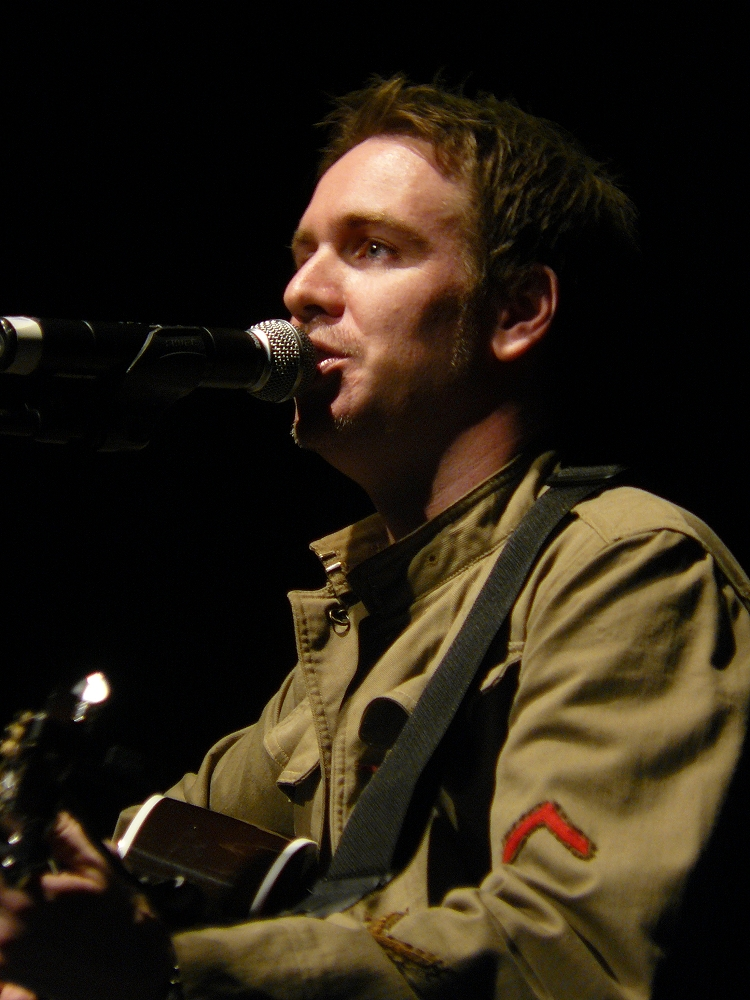
Stephen Lynch (2008)

Stephen Andrew Lynch (ur. 28 lipca 1971 r. w Abington w stanie Pensylwania w USA) – amerykański komik i muzyk. Nominowany do nagrody Tony Award aktor, który znany jest ze swoich unikalnych i kpiących z życia codziennego piosenek oraz kultury pop. Lynch nagrał cztery studyjne albumy i trzy albumy na żywo. Pojawił się dwa razy w Comedy Central Presents. Występował na Broadwayu w adaptacji The Wedding Singer.